# Petrosaviaceae
Petrosaviaceae é um táxon de plantas colocado na categoria taxonómica de família, utilizado por sistemas de classificação modernos como o sistema APG III o sistema Angiosperm Phylogeny Website (2001 em diante), e está circunscrito obrigatoriamente pelo menos pelo género Petrosavia. O sistema APG II, de 2003, reconhece esta família e coloca-a nas monocotiledóneas, sem lugar como ordem. Soltis et al. e também o Angiosperm Phylogeny Website elevam-na ao estatuto de ordem (Petrosaviales), devido a ser o grupo irmão de todas as monocotiledóneas salvo Acorales e Alismatales, e o mesmo faz o sistema APG III em 2009. O táxon está circunscrito por dois géneros, Japonolirion e Petrosavia. Japonolirion é fotossintético e tem sido pobremente estudado, enquanto que Petrosavia é sem clorofila e é micotrófica.
Japonolirion possui uma única espécie e Petrosavia três. As plantas de ambos os géneros encontram-se em habitats de alta altitude; possuem racimos com brácteas, flores pediceladas, seis tépalas persistentes, sépalas nectários, três carpelos diferenciados, microsporogénese simultânea, pólen monossulcado, e frutos foliculares.

## Taxonomia
A família foi reconhecida pelo sistema APG III. O sistema Linear APG III atribuiu-lhe o número de família 43. A família já havia sido reconhecida pelo sistema APG II
Possui dois géneros:
- Japonolirion com uma só espécie
- Petrosavia com três espécies.

Até há pouco tempo, os géneros não haviam sido considerados como parte de um mesmo táxon. O sistema APG II, de 2003, colocou-os numa mesma família, mas anteriormente, no sistema APG, de 1998 cada género estava colocado na sua prápria família. Dahlgren et al. (1985 havia colocado Petrosavia na ordem Melanthiales, mas não havia listado Japonolirion em nenhum lugar. Takhtajan (1997 havia colocado Petrosaviaceae na sua própria ordem em Triurididae, e Japonoliriaceae em Melanthiales, Liliidae.

## Sinonímia
- Miyoshiales Nakai
- Petrosavianae Doweld